# Alain Métayer
Alain Metayer, (2 de febrero de 1926 en Amuré – 22 de mayo de 2010 en París) fue un escultor y grabador francés, ganador del Premio de Roma de escultura en 1953

## Datos biográficos
Alumno de la École nationale supérieure des beaux-arts de París, donde es admitido definitivamente en 1949 tras un curso preparatorio. Allí asistió a los talleres de Gimont y Alfred Janniot.
Ganador del prestigioso Premio de Roma de escultura en 1953, con el bajorrelieve en yeso titulado "el amanecer caza a la noche" (L'aube chasse la nuit en francés).
Permanece en Roma durante el periodo de 1954 a 1957, pensionado en la Villa Médici. Durante esos años de formación coincidió con los escultores Henri Derycke, Albert Feraud, Maurice Calka, Robert Rigot, Raoul Henriques-Raba y Claude Goutin en la Academia de Francia en Roma.
Regresó a a París en 1957, exponiendo sus obras.
Falleció en mayo del 2010.

## Obras
Entre las mejores y más conocidas obras de Alain Metayer se incluyen las siguientes:
- "el amanecer caza a la noche" (L'aube chasse la nuit). (1953) Bajorrelieve en yeso. En depósito de la Escuela de Bellas Artes de París[4]

Del período comprendido entre 1958 y 1968 son las siguientes esculturas públicas:
- bajorrelieve de cobre martilleado - Colegio de Tournon
- St-Laurent: Cobre- Hospital de Beaumont-sur-Oise
- Bulto redondo: St-Maurice - Grés - Le Boncourt
- Fuente: Cobre - Centro Comercial de Sceaux
- Figura: Cobre martilleado soldado - Colegio de Dijon
- Fuente: Cobre y acero inoxidable - Colegio de Dijon

Desde entonces ha participado en muchas exposiciones en distintas localidades de Francia, como Orly, Montdidier, Val d´Ajol, Troyes, Le Mans, Marne, Rosenau, Evreux, Niort, Caen, etc.
En su producción encontramos esculturas abstractas de gran formato modeladas en yeso con el interior de poliestireno.